# Фигейренсе Футебол Клубе
Фигейренсе Футебол Клубе (на португалски: Figueirense Futebol Clube) е бразилски футболен клуб от Флорианополис, Санта Катарина.

## История
- 1921 Създаден е ФК Фигейренсе
- 1932 Отборът печели първия си шампионат на щата Санта Катарина.
- 1935 – 1937 Три пъти подред шампион в Кампеонато Катариненсе
- 1973 Фигейренсе става първият отбор от щата Санта Катарина, който играе в Кампеонато Бразилейро.
- 1974 Клубът отново печели Кампеонато Катариненсе
- 1995 шампион на Torneio Mercosul
- 2001 Втори в Кампеонато Бразилейро, втора дивизия. Печели промоция за първа дивизия.
- 2002 – 2004 Три пъти подред шампион в Кампеонато Катариненсе.

## Стадион
Стадионът на отбора се казва „Орландо Скарпели“ и е построен през 1961 г. с капацитет от 21 069 души.

## Титли
- Шампион в Кампеонато Катариненсе през 1932, 1935, 1936, 1937, 1939, 1941, 1972, 1974, 1994, 1999, 2002, 2003, 2004, 2006, 2008, 2014, 2015 и 2018
- Второ място в Кампеонато Бразилейро, втора дивизия – 2001
- Шампион на Torneio Mercosul – 1995.

## Прочути футболисти
- Агналдо
- Албенеир
- Клебер
- Едмундо
- Жорже Фосати
- Сержио Жил
- Валдо